# Miljøbeskyttelsesloven
 Miljøbeskyttelsesloven er populærtitlen for loven oprindeligt udstedt som lov nr. 358 af 6. juni 1991 om miljøbeskyttelse. Loven er efterfølgende ændret en række gange.
Den har til formål at medvirke til at værne natur og miljø, så samfundsudviklingen kan ske på et bæredygtigt grundlag i respekt for menneskets livsvilkår og for bevarelsen af dyre- og plantelivet.

## Loven
Loven tilsigter særligt:
1. at forebygge og bekæmpe forurening af luft, vand, jord og undergrund samt vibrations- og støjulemper,
2. at tilvejebringe hygiejnisk begrundede regler af betydning for miljøet og for mennesker,
3. at begrænse anvendelse og spild af råstoffer og andre ressourcer,
4. at fremme anvendelse af renere teknologi og
5. at fremme genanvendelse og begrænse problemer i forbindelse med affaldsbortskaffelse.

Det overordnede ansvar ligger hos Miljøstyrelsen , mens kommunerne og Miljøministeriets miljøcentre varetager opgaverne lokalt. Kommunerne fører tilsyn, giver tilladelse og afslag og informerer offentligheden.